# Катастрофа Boeing 727 в Аккрі
Авіакатастрофа рейсу DHV-3 авіакомпанії Allied Air сталася в суботу 2 червня 2012 року приблизно о 19:15 за місцевим часом в Міжнародному аеропорту «Котока» в місті Аккра, Гана. Вантажний літак Boeing 727 авіакомпанії Allied Air виїхав за межі злітно-посадкової смуги при посадці, при тому ламаючи паркан, виїхав на шосе та врізався в переповнений пасажирський мікроавтобус. Усі 4 члени екіпажу, що перебували на борту літака, вижили, але 11 осіб, що перебували в автобусі, загинули; загинув також велосипедист. Інших постраждалих на землі не було. На момент катастрофи в Аккрі був дощ і погана видимість. Причини аварії встановлюються. Це була найсмертоносніша катастрофа в історії авіації Гани.